# Commonwealth Stadium

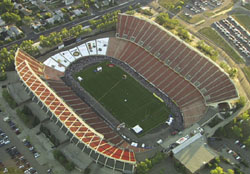
Commonwealth Stadium

Het Commonwealth Stadium is een stadion in Edmonton in de Canadese provincie Alberta. Het stadion wordt voornamelijk gebruikt door de Edmonton Eskimos die uitkomen in de Canadian Football League. Het stadion is eigendom van de gemeente.
Het stadion is in 1978 gebouwd voor de Gemenebestspelen die dat jaar in Edmonton werden gehouden. In eerste instantie werd gedacht om het Clarke Stadium te renoveren en te herbouwen. De bouw van het stadion begon in 1975 en het kostte ruim 20 miljoen Canadese dollar. In 1983 werd de capaciteit van het stadion uitgebreid tot circa 60.000 plaatsen. 
In het stadion traden onder andere U2, Pink Floyd, David Bowie, The Rolling Stones en The Police op. 

## Evenementen
- Gemenebestspelen 1978
- Universiade 1983
- Wereldkampioenschappen atletiek 2001
- Wereldkampioenschap voetbal onder 20 - 2007
- Wereldkampioenschap voetbal vrouwen 2015